# Not safe for work

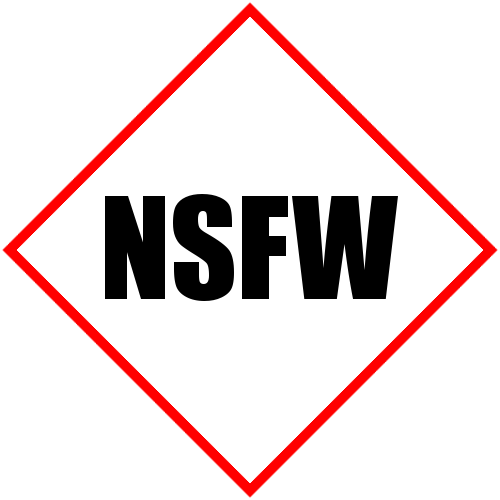
Exemplo de sinalização de conteúdo NSFW (Not safe for work)

Not safe for work (expressão em inglês traduzida como Não seguro para o trabalho, muitas vezes abreviado para a sigla NSFW) é uma gíria da internet ou abreviação usada para marcar URLs e ligações que apontam para vídeos ou sites de páginas que contenham nudez, sexualidade intensa, palavrões, violência intensa, e/ou outro assunto potencialmente perturbador, que o espectador pode não querer ser visto olhando em um ambiente público ou formal, incluindo um local de trabalho, escola ou ambiente familiar. NSFW tem particular relevância para as pessoas que tentam fazer uso pessoal da Internet em locais de trabalho ou escolas que têm políticas que proíbem o acesso a material sexual e explícito.
A expressão similar Not safe for life ("Não seguro para a vida", encurtada para NSFL), também é usada, referindo-se a conteúdo que é tão nauseante ou perturbador que poderia ser emocionalmente traumático de se ver. Ligações marcadas como NSFL podem conter pornografia, fetiche e/ou violência letal.